# Marcus Valerius Martialis
Marcus Valerius Martialis (mezi 40 a 43 Bilbilis, Španělsko – 102 tamt.) byl římský básník epigramů.
Narodil se v městě Bilbilis, asi 65 km jihozápadně od španělské Zaragozy, kde získal vzdělání v rétorice a gramatice. Roku 64 odešel do Říma dokončit své právnické vzdělání. Byl patrně nemajetný a závisel na podpoře svých mecenášů a příznivců, mezi něž patřil například Seneca, Plinius mladší, Quintilianus, Juvenalis nebo císařové Titus a Domitianus.

## Život
Narodil se v posledním roce Caligulovy vlády, po celý život byl hrdý na svůj hispánský původ. V roce 64 přišel do Říma s touhou prosadit se. Nejprve se pokusil pracovat jako advokát, to se mu však nedařilo. Kolem roku 80 začal psát (Liber spectaculorum – Kniha podívaných) a svými básněmi a epigramy si brzy získal oblibu lidu, a často i mocných, kteří ho podporovali. Titus mu udělil ius trium liberorum, podle něhož jako svobodný a bezdětný mohl požívat práv otce tří dětí. V roce 88 poprvé opustil Řím, aby pobýval na venkovském statku v Nomentu, 14 mil od Říma. V roce 98 se vrátil do svého rodiště; zdá se, že ne zcela dobrovolně – za Traiana, nástupce vládce Domitiana, mu totiž bylo vyčítáno jeho lichocení předchozímu císaři, který neproslul jako nejlepší vládce Říma. Martialis také mimo jiné lichotil již Titovi, předchůdci Domitiana. Proto když Martilialis opouštěl Řím, neměl ani na cestu. V Bilbile ale znovu nabyl jmění. Do Říma se již nikdy nevrátil, zemřel v roce 102. Jeho smrti litoval v Dopisech Plinius.

## Dílo
Zachovalo se čtrnáct z Martialových knih:
- Liber Spectaculorum (80 n. l.), sbírka asi 30 básní uveřejněná patrně k otevření římského Kolosea. Moderního čtenáře zarazí téměř cynický popis gladiátorských zápasů a jiných surovostí. Zachovala se v jediném středověkém rukopise, patrně neúplná.
- Xenie a Apophoreta (84 n. l.), sbírka krátkých veršů, zamýšlených jako věnování na darech (apoforéta) při svátku Saturnálií
- Epigrammaton libri duodecim (Dvanáct knih epigramů, asi 85–103 n. l.), obsahují celkem 1557 epigramů. Některé z knih mají předmluvu psanou v próze, nejčastěji užitou metrickou formou je elegické distichon, ale není to pravidlem; Martilialis používal i jiné formy, např. hendekasyllaby. Témata svých epigramů čerpal z každodenního života a často si vybíral jeho nejhorší podobu. Jeho epigramy jsou často obscénní, zvláště básně jedenácté knihy jsou velmi urážlivé.